# Brian Maple
M. Brian Maple (* 20. November 1939 in Chula Vista)  ist ein US-amerikanischer Festkörperphysiker.
Maple studierte Mathematik an der San Diego State University mit dem Bachelor-Abschluss 1963 und wurde 1969 an der University of California, San Diego, in Physik promoviert. Danach war er dort Professor.
Er befasst sich mit stark korrelierten Elektronensystemen in d- und f-Elektronensystemen (mit Phänomenen wie Supraleitung, Magnetismus, Schweren Fermionen, nicht-Fermiflüssigkeiten), mit Hochdruckphysik und Oberflächenphysik.
Er war 1987 Vorsitzender der APS Konferenz über Hochtemperatursupraleitung, die als Woodstock of Physics in die Geschichte einging aufgrund der durch die Entdeckung der Hochtemperatursupraleitung (Karl Alexander Müller, Georg Bednorz) ausgelösten hektischen Forschungsaktivitäten.
2000 erhielt er den James C. McGroddy Prize for New Materials für die Synthese neuer d- und f-Elektron-Materialien und die Untersuchung ihrer Physik. Er erhielt einen Humboldt-Forschungspreis, war Guggenheim Fellow und ist Fellow der American Physical Society und der American Association for the Advancement of Science und Mitglied der National Academy of Sciences wie Mitglied der American Academy of Arts and Sciences.